# Božič Vrh
Božič Vrh je naselje u slovenskoj Općini Metliki. Božič Vrh se nalazi u pokrajini Dolenjskoj i statističkoj regiji Jugoistočnoj Sloveniji. 

## Stanovništvo
Prema popisu stanovništva iz 2002. godine naselje je imalo 7 stanovnika.